# Black Label (bière)
Pour les articles homonymes, voir Black Label.
Black Label est une marque de bière canadienne. Elle est connue dans plusieurs pays sous l'appellation Carling Black Label, et en Suède sous le nom de Carling Premier. Toutefois, au Royaume-Uni, elle est maintenant appelée simplement "Carling", pour permettre une commande plus rapide dans les bars (selon la compagnie).
Les marques de Carling sont aujourd'hui détenues par la Molson Coors Brewing Company.

## Histoire
Bien qu'initialement Carling ne brassait que des bières ale, elle commence le brassage de bières lager dans les années 1870. En 1927, dans le cadre d'une politique de re-naming du nouveau président J. Carling Innes, la société rebaptise la "Black & White Lager" en "Black Label".
Trois ans plus tard, Carling est rachetée par l'homme d'affaires de Toronto Edward Plunket Taylor, qui fusionne la société avec Canadian Breweries Limited (en) (CBL) ; Carling devient un temps la plus grosse brasserie du monde. Black Label est alors la marque phare de CBL et devient la première bière au monde à être brassée massivement à l'échelle internationale. Elle devient particulièrement populaire dans les pays du Commonwealth.
La marque vedette Carling Black Label participe dans de nombreuses compétitions de boissons alcoolisées afin de prouver sa haute qualité et son bon goût au niveau mondial. Elle a gagné un label de qualité Grand Or aux Sélections Mondiales de la Qualité, organisées par Monde Selection.